# Cửa khẩu Tavang
Cửa khẩu Tavang là cửa khẩu đường bộ tại vùng đất Ban Tavang muang Kaleum tỉnh Sekong, CHDCND Lào .
Cửa khẩu Tavang (Tà Vàng) thông thương với Cửa khẩu A Đớt 16°04′05″B 107°22′18″Đ / 16,067982°B 107,371754°Đ ở xã Lâm Đớt huyện A Lưới thành phố Huế, Việt Nam . Tại đây đường biên giới ở đỉnh đèo Bà Lạch và các cửa khẩu ở hai bên đỉnh.
Năm 2019 cửa khẩu chưa cho phép người nước ngoài qua lại .